# بيلي فيليبس
بيلي فيليبس (بالإنجليزية: Billy Phillips)‏ (9 أغسطس 1956 بلونغ آيلند في الولايات المتحدة - ) هو مدرب كرة قدم ولاعب كرة قدم أمريكي في مركز حراسة المرمى. لعب مع سان خوزيه إيرث كويكس ودالاس تورنايدو وسَانت لويس ستيمرز ‏ وDallas Americans ‏ وويتشاتا وينغز ‏ وDallas Sidekicks (1984–2004) ‏.